# IC 4089
IC 4089 је спирална галаксија у сазвјежђу Береникина коса која се налази на листи објеката дубоког неба у Индекс каталогу.
Деклинација објекта је + 19° 30' 10" а ректасцензија 13h 2m 1,7s. Привидна величина (магнитуда) објекта IC 4089 износи 15,7 а фотографска магнитуда 16,5.